# 相磯和嘉
相磯 和嘉（あいそ かずよし、1909年12月1日 - 2000年1月15日）は、日本の食品微生物学者、歌人。
静岡県田方郡土肥村（現在の伊豆市）の村医の中野家に生まれ、祖父相磯格堂のもとで育つ。相磯凌霜（勝弥）は従兄、相磯慥は義理の叔父、検事・平田勲も叔父に当たる。1936年千葉医科大学卒、1942年医学博士。1944年千葉医科大学腐敗研究所助教授、1946年教授、1952年千葉大学医学部教授、1969年医学部長、1970年学長、1974年定年退官、名誉教授。東京家政学院大学教授、聖徳学園短期大学教授、国際武道大学客員教授。

## 著書
- 『相磯和嘉集 ゐのはな』近代文芸社 日本全国歌人叢書 1989
- 『岬の家』近代文芸社 1989

### 共編著・監修
- 『ストレプトマイシンと結核療法』島本多喜雄共著 国民教育社 1949
- 『食品衛生学概説』加藤博共著 光生館 1964
- 『食品衛生実験』加藤博共著 光生館 1967
- 『応用微生物学』務台蔵人共著 医歯薬出版 1968
- 『食品衛生学事典』井上哲男,児玉威,清水潮,宮木高明,柳沢文徳共編 医歯薬出版 1972
- 『食品微生物学 食品衛生の立場から』監修 医歯薬出版 1976

## 論文
- <相磯和嘉